# Джозефсон, Пол
Пол Джозефсон (англ. Paul R. Josephson) — американский историк, специалист в области русской и советской истории, истории науки и технологии XX в., науковедения. Профессор русской и советской истории колледжа Колби в г. Вотервиль, штат Мэн, США. Лауреат премии Американской ассоциации содействия развитию славистики. Президент основанной им организации «Портсмут-Северодвинск».

## Биография
Окончил Гарвардский университет в 1978 г., степень доктора философии получил в Массачусетском технологическом институте в 1987 г.
Историей СССР, историей науки и технологии XX в. и науковедением он первоначально заинтересовался благодаря изучению советской философии науки, диалектического материализма и его влияния на развитие теории относительности и квантовой механики в Советском Союзе.
Его первая книга была посвящена культурно-политической истории Ленинградского физического общества с 1900 по 1940 гг.
Сравнительное исследование судеб ученых под властью Гитлера и Сталина позволило ему написать краткое учебное пособие по истории тоталитарной науки и техники.
Написал также ряд других книг по различным аспектам современной науки и техники. Его наиболее известная книга «Красный атом» посвящена мирным ядерным программам Советского Союза: мобильным (летающим и плавающим) и стационарным реакторам, программе облучения пищевых продуктов и др.
Изучение таких технологических систем и их влияния на окружающую среду привели П. Джозефсона к изучению экологической истории. Ряд его исследований посвящён влиянию крупномасштабных проектов (гидроэнергетика, черная и цветная металлургия, лесное хозяйство, промышленное рыболовство, атомная энергетика и др.) на различные экосистемы и население, а также необратимым воздействиям на окружающую среду гидроциклов, снегоходов и мотовездеходов.
Многократно посещал Россию, Украину, страны Центральной и Восточной Европы для исследований и чтения лекций. На территории бывшего Советского Союза проработал несколько лет.
В настоящее время изучает историю освоения Русского Севера во время советской власти. Совместно с коллегами из Центрально-Европейского университета в Будапеште завершает исследование по экологической истории СССР.
Член редколлегий ряда научных изданий (в частности, международного журнала «Наука и науковедение») и программных комитетов ряда симпозиумов (например, Международного симпозиума «Отношение общества и государства к науке в условиях современных экономических кризисов: тенденции, модели, поиск путей улучшения взаимодействия», Киев, 2-5 июня 2013 г.).

## Научные труды
- Industrialized Nature (Washington and Covelo, CA: Island Press, 2002).
- Lenin’s Laureate: A Life in Communist Science (Cambridge: MIT Press, 2010).
- Motorized Obessions: Life, Liberty and the Small Bore Engine (Baltimore: Johns Hopkins University Press, 2007); out-of-print.
- New Atlantis Revisited: The Siberian City of Science (Princeton: Princeton University Press, 1997). Shulman Prize of AAASS in 1998.
- Physics and Politics in Revolutionary Russia (Los Angeles: University of California Press, 1991).
- Red Atom (Pittsburgh: University of Pittsburgh Press, 2005). Originally published in New York: W.H. Freeman and Co., 1999.
- Resources Under Regimes (Cambridge: Harvard University Press, 2005).
- Totalitarian Science and Technology (Humanity Books, 2005), revised edition. Originally published Atlantic Highlands, NJ: Humanities Press, 1996.
- Would Trotsky Wear a Bluetooth? Technological Utopianism Under Socialism (Baltimore: Johns Hopkins University Press, 2009).